# Asunto Séralini

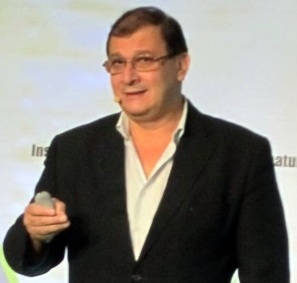
Gilles-Éric Séralini, en 2015

El asunto Séralini fue la polémica en torno a la publicación, retractación y nueva publicación de un artículo del biólogo molecular francés Gilles-Éric Séralini. Publicado por primera vez por Food and Chemical Toxicology en septiembre de 2012, el artículo presentaba un estudio de alimentación de dos años en ratas, e informaba de un aumento de tumores entre las ratas alimentadas con maíz genéticamente modificado y el herbicida RoundUp. Los científicos y las agencias reguladoras concluyeron posteriormente que el diseño del estudio era defectuoso y sus conclusiones no estaban fundamentadas. Una de las principales críticas fue que en cada parte del estudio había muy pocas ratas para obtener datos estadísticamente útiles, sobre todo porque la cepa de rata utilizada, Sprague Dawley, desarrolla tumores a un ritmo elevado a lo largo de su vida.
La publicidad que rodeó la publicación del artículo también suscitó críticas, como la del escritor científico Declan Butler, que lo calificó de "ofensiva mediática estrechamente orquestada". En el marco de un embargo informativo, Séralini exigió a los periodistas que firmaran un inusual acuerdo de confidencialidad a cambio de tener acceso anticipado al artículo, prohibiéndoles hablar con otros científicos antes de la rueda de prensa en la que se anunció la publicación.En la rueda de prensa, Séralini hizo hincapié en las posibles implicaciones del estudio para el cáncer, y los medios de comunicación difundieron ampliamente fotografías del artículo de ratas tratadas con tumores de gran tamaño. La Sociedad Francesa de Patología Toxicológica señaló que, dado que este tipo de tumores suelen aparecer en ratas de edad avanzada, la inclusión en el artículo de esas imágenes de ratas tratadas, sin mostrar también ratas de control, inducía a error. Junto con la rueda de prensa, Séralini publicó un libro y un documental sobre el estudio.
Tras las críticas generalizadas de los científicos, Food and Chemical Toxicology se retractó del artículo en noviembre de 2013 después de que los autores se negaran a retirarlo. El redactor jefe declaró que el artículo se retractó porque sus datos no eran concluyentes y sus conclusiones, poco fiables. En junio de 2014 se volvió a publicar una versión modificada del artículo en Environmental Sciences Europe y se hicieron públicos los datos brutos. Según el escritor Nathanael Johnson, en realidad no se publicaron todos los datos brutos. La revista no llevó a cabo ninguna otra revisión por pares; los revisores solo comprobaron que el contenido científico del artículo no había cambiado.

## Antecedentes
Séralini, profesor de biología molecular en la Universidad de Caen, es presidente del consejo científico asesor del Comité de Investigación e Información Independiente sobre Ingeniería Genética (CRIIGEN), que se opone a los alimentos modificados genéticamente (alimentos transgénicos). Séralini cofundó el CRIIGEN en 1999 porque consideraba que los estudios sobre la seguridad de los alimentos transgénicos eran insuficientes.
Antes de 2012, Séralini había publicado otros artículos revisados por expertos que concluían que los alimentos transgénicos entrañaban riesgos para la salud. En 2007, él y otras dos personas publicaron un estudio financiado por Greenpeace (Séralini 2007). En él se llegaba a la conclusión de que el MON 863, un maíz Bt resistente al gusano de la raíz del maíz desarrollado por Monsanto, causaba problemas de salud en las ratas, como cambios de peso, aumento del nivel de triglicéridos en las hembras, cambios en la composición de la orina en los machos y reducción de la función o daños en órganos del hígado, riñón, glándulas suprarrenales, corazón y sistema hematopoyético. La Autoridad Europea de Seguridad Alimentaria (EFSA) concluyó que todos los valores de la química sanguínea y del peso de los órganos estaban dentro del rango normal para los animales de control, y que el documento había utilizado métodos estadísticos incorrectos. La Commission du Génie Biomoléculaire (AFBV) francesa también criticó las conclusiones del estudio.
En 2009, el laboratorio Séralini publicó otro estudio (Séralini 2009), que volvió a analizar los datos de toxicidad de las cepas NK 603 (resistente al glifosato), MON 810 y MON 863. Los datos incluían tres estudios de alimentación de ratas publicados por científicos de Monsanto sobre la MON 810. Este estudio concluyó que los tres cultivos causaron daño hepático, renal y cardíaco en las ratas. La EFSA concluyó que las afirmaciones de los autores no estaban respaldadas por sus datos, que muchas de las críticas estadísticas de Séralini 2007 se aplicaban a Séralini 2009, y que el estudio no incluía nueva información que cambiara las conclusiones de la EFSA. El Haut Conseil des biotechnologies francés (Comité Científico del Alto Consejo de Biotecnologías o HCB) revisó el estudio de Séralini en 2009 y concluyó que "no presenta ningún elemento científico admisible que permita atribuir toxicidad hematológica, hepática o renal alguna a los tres OMG reanalizados". El HCB cuestionó la independencia de los autores, señalando que, en 2010, el "organismo al que pertenecen los autores" mostró material de un estudio austriaco de 2008 contra los OMG, cuyos resultados habían sido reconocidos como erróneos por los autores del estudio. Food Standards Australia New Zealand concluyó que los resultados de Séralini 2009 se debían únicamente al azar.
En 2010, Séralini demandó a Marc Fellous, presidente de la Asociación Francesa de Biotecnología Vegetal, por difamación, después de que Fellous criticara la investigación de Séralini, en parte porque estaba financiada por Greenpeace. El juez dictaminó que la acusación sobre la financiación era difamatoria. Fellous fue multado con 1.000 euros; Séralini recibió una indemnización simbólica de 1 euro.
Un artículo de 2011 del laboratorio Séralini que revisaba 19 estudios publicados sobre alimentación animal, así como datos de estudios sobre alimentación animal presentados para su aprobación regulatoria, concluía que los alimentos transgénicos tenían efectos hepáticos y renales que dependían del sexo y de la dosis, y abogaba por pruebas toxicológicas más largas y elaboradas para su aprobación regulatoria.
La investigación de Séralini fue financiada principalmente por tres organizaciones: Sustainable Food Alliance (grupo de la industria de alimentos orgánicos), Greenpeace y Sevene Pharma (un fabricante francés de "remedios" homeopáticos).

## Estudio de 2012

### Antecedentes del estudio
El 19 de septiembre de 2012, la revista Food and Chemical Toxicology publicó un artículo revisado por expertos titulado "Toxicidad a largo plazo del herbicida Roundup y de un maíz modificado genéticamente tolerante al Roundup". El estudio de toxicidad, que duró dos años y costó 3,2 millones de euros, fue realizado en la Universidad de Caen por Séralini y siete colegas. Fue financiado y dirigido con la colaboración del CRIIGEN
En el estudio se utilizaron 100 ratas macho y 100 ratas hembra Sprague Dawley, divididas en veinte grupos de 10 ratas cada uno. Se probaron diez dietas por separado en machos y hembras. Las dietas comprendían un 11, 22 y 33 por ciento de maíz modificado genéticamente (NK603) y el resto comida estándar para ratas de laboratorio; maíz NK603 que había sido tratado con Roundup, también al 11, 22 y 33 por ciento; y maíz que no había sido modificado genéticamente, acompañado de diferentes concentraciones de Roundup en el agua. Un grupo de control fue alimentado con un 33 por ciento de maíz no modificado genéticamente; el resto de su dieta fue comida estándar para ratas de laboratorio. : 3–4 
El resumen del artículo decía: "En las hembras, todos los grupos tratados murieron 2-3 veces más que los controles, y más rápidamente. Esta diferencia fue visible en 3 grupos de machos alimentados con OMG. Todos los resultados dependían de la hormona y del sexo, y los perfiles patológicos eran comparables."

### Estrategia de publicación
Séralini celebró una rueda de prensa el día de la publicación del estudio en la que "promocionó los resultados sobre el cáncer como el principal hallazgo del estudio". En la rueda de prensa también anunció la publicación de un libro y una película sobre el estudio. A algunos periodistas se les concedió acceso anticipado al documento con la condición de que firmaran un acuerdo de confidencialidad, lo que significaba que no podían hablar con otros científicos antes de que expirara el embargo. En cambio, las directrices de embargo de revistas como Nature permiten a los periodistas contrastar sus artículos con expertos independientes.
El planteamiento de Seralini fue muy criticado. Un editorial de Nature lo calificó de "ofensiva de relaciones públicas". El resultado del acuerdo de confidencialidad, según la revista, fue la ausencia de comentarios críticos en la primera tanda de artículos, que son los que más probablemente se recordarán.La rueda de prensa y la publicación se produjeron semanas antes de la votación de la Proposición 37 de California, que exigía el etiquetado de los alimentos modificados genéticamente. El estudio fue citado por los partidarios de la proposición
El comité de ética del Centro Nacional de Investigación Científica francés escribió que el enfoque de relaciones públicas de Seralini era "inapropiado para un debate científico objetivo y de alta calidad." El periodista científico Carl Zimmer criticó a los periodistas científicos que participaron. Elizabeth Finkel, de Cosmos Magazine, dijo que la cláusula de confidencialidad había permitido que la historia de Seralini "campase a sus anchas" antes de que llegaran segundas opiniones.

## Recepción

### Evaluación científica
El estudio fue criticado por diversas autoridades reguladoras y científicos. Con pocas excepciones, la comunidad científica desestimó el estudio y reclamó un sistema de revisión por pares más riguroso en las revistas científicas.
Muchos afirmaron que las conclusiones de Séralini eran imposibles de justificar dada la potencia estadística del estudio. Las ratas Sprague-Dawley tienen una esperanza de vida de unos dos años y un alto riesgo de cáncer a lo largo de su vida (un estudio concluyó que más del ochenta por ciento de los machos y más del setenta por ciento de las hembras desarrollaban cáncer en condiciones normales). El experimento de Séralini cubrió la vida normal de estas ratas. Cuanto más tiempo continúa un experimento, más ratas contraen cáncer de forma natural, lo que hace que sea más difícil separar el "ruido" estadístico de la señal hipotética. Para que el estudio logre tal separación (potencia estadística), cada grupo de control y de prueba tendría que incluir suficientes sujetos. Las pautas de la Organización para la Cooperación y el Desarrollo Económicos (OCDE) recomiendan 20 ratas para estudios de toxicidad química y 50 ratas para estudios de carcinogenicidad. : 5–6 Además, si la supervivencia de las ratas es inferior al 50 % a las 104 semanas (lo que es probable para las ratas Sprague-Dawley), el número recomendado de ratas es 65. El estudio Séralini tenía solo diez por grupo.
Tom Sanders, del King's College de Londres, señaló la falta de datos sobre la cantidad de comida suministrada y sobre las tasas de crecimiento, además de señalar que las ratas son susceptibles de sufrir tumores mamarios cuando no se restringe la ingesta de alimentos. Según Sanders, "los métodos estadísticos son poco convencionales... y parece que los autores se han ido de pesca estadística." 
El Washington Post citó a Marion Nestle, catedrática Paulette Goddard del Departamento de Nutrición, Estudios Alimentarios y Salud Pública de la Universidad de Nueva York y defensora de la seguridad alimentaria: "[Yo] no puedo entenderlo todavía .... Es extrañamente complicado y poco claro en cuestiones clave: como fueron alimentados los controles, las tasas relativas de tumores, por qué no hay relación con la dosis. No se me ocurre ninguna razón biológica por la que el maíz transgénico pueda hacer esto..... Así que, aunque apoyo firmemente el etiquetado, soy escéptica respecto a este estudio". Asimismo, Dan Charles, escribiendo para NPR, señaló que en el estudio, las ratas que comieron un 33% de alimentos transgénicos desarrollaron menos tumores que las que comieron un 11% de alimentos transgénicos, lo que sugiere la ausencia de una respuesta a la dosis. El profesor Maurice Moloney, de la Universidad de Calgary, se preguntó públicamente por qué el artículo contenía tantas fotos de ratas tratadas con tumores horribles, pero ninguna foto de ratas del grupo de control.

Numerosas agencias nacionales de seguridad alimentaria y regulación condenaron el documento. El vicepresidente del Instituto Federal Alemán para la Evaluación de Riesgos, Reiner Wittkowski, afirmó en un comunicado: "El estudio muestra deficiencias tanto en el diseño del estudio como en la presentación de los datos recogidos. Esto significa que las conclusiones extraídas por los autores no están respaldadas por los datos disponibles."  Un informe conjunto de tres agencias reguladoras canadienses también "identificó deficiencias significativas en el diseño del estudio, la ejecución y la presentación de informes." A conclusiones similares llegaron el HCB francés y la Agencia Nacional de Seguridad Alimentaria, el Vlaams Instituut voor Biotechnologie, la Universidad Técnica de Dinamarca, Food Standards Australia New Zealand, el Instituto Nacional Técnico de Brasil Comisión de Bioseguridad, y EFSA. EFSA concluyó:
El estudio descrito por Séralini et al. no permite dar peso a sus resultados y conclusiones tal y como se publicaron. No se pueden extraer conclusiones sobre la diferencia en la incidencia de tumores entre los grupos de tratamiento basándose en el diseño, el análisis y los resultados tal y como se han comunicado. Teniendo en cuenta las evaluaciones de los Estados miembros y la respuesta de los autores a las críticas, la EFSA considera que el estudio presentado por Séralini et al. no tiene la calidad científica suficiente para evaluar la seguridad.
La Federación Europea de la Industria Biotecnológica, que cuenta entre sus miembros con Monsanto y otras empresas biotecnológicas, pidió que se retractara el documento, calificando su publicación de "peligroso fracaso del sistema de revisión por pares". Seis academias nacionales francesas (de Agricultura, Medicina, Farmacia, Ciencia, Tecnología y Veterinaria) emitieron una declaración conjunta, "un acontecimiento extremadamente raro en la ciencia francesa", condenando el estudio y la revista que lo publicó. La declaración conjunta tachaba el estudio de "no acontecimiento científico". FCT, un sello de Elsevier, cuenta con un proceso de revisión por pares y al menos tres científicos revisaron el artículo antes de su publicación. La revista publicó una declaración en su número de noviembre de 2012, que "los Editores han animado a aquellas personas con preocupaciones a escribir formalmente al Editor en Jefe, para que sus puntos de vista puedan ser ventilados públicamente."
En marzo de 2013, FCT publicó una carta de Erio Barale-Thomas, científico principal de Johnson &amp; Johnson Pharmaceutical Research and Development y presidente del Conseil d'Administration de la Société Française de Pathologie Toxicologique (SFPT, Sociedad Francesa de Patología Toxicológica). La SFPT es "una organización no gubernamental/sin ánimo de lucro formada por veterinarios, médicos, farmacéuticos y biólogos especializados en patología veterinaria y toxicológica. Su objetivo es promover el conocimiento en patología, toxicología y ciencias de los animales de laboratorio para estudios de seguridad de fármacos, sustancias químicas y productos alimentarios, y el papel del patólogo en el diseño del estudio y la interpretación de los datos." La carta criticaba el estudio de Seralini en varios frentes, y concluía: "Sin embargo, dado que este estudio presenta graves deficiencias en el protocolo, los procedimientos y la interpretación de los resultados, el SFPT no puede respaldar ninguna de las afirmaciones científicas formuladas por los autores, ni ninguna relevancia para la evaluación del riesgo humano". Esta carta presenta la opinión científica consensuada del Consejo de Administración del SFPT.

El Ministro Federal belga de Salud Pública pidió al Consejo Asesor belga sobre Bioseguridad (BBAC) que evaluara el documento. Se pidió al BBAC que "informara al Ministro sobre si este documento (i) contiene nueva información científica con respecto a los riesgos para la salud humana del maíz modificado genéticamente NK603 y (ii) si esta información da lugar a una revisión de la actual autorización de comercialización para uso alimentario y como pienso de este maíz modificado genéticamente en la Unión Europea (UE)". El comité del BBAC, cuyos miembros proceden de la Professoriat belga de biotecnología, señaló que "la larga duración de este estudio es un aspecto positivo, ya que la mayoría de los estudios de toxicidad sobre OMG se realizan en periodos más cortos", y concluyó que:
"Dadas las deficiencias identificadas por los expertos en relación con el diseño experimental, el análisis estadístico, la interpretación de los resultados, la redacción del artículo y la presentación de los resultados, el Consejo Consultivo de Seguridad de la Biotecnología concluye que este estudio no contiene nuevos elementos científicamente relevantes que puedan llevar a reconsiderar inmediatamente la autorización actual para el uso del maíz modificado genéticamente NK603 en alimentos y piensos. Teniendo en cuenta las cuestiones planteadas por el estudio (es decir, la evaluación a largo plazo), el Consejo Consultivo de Seguridad de la Biotecnología propone a la AESA que estudie urgentemente en profundidad la pertinencia de las directrices y procedimientos actuales. Puede inspirarse en el proyecto GRACE para encontrar información útil y nuevas ideas concertadas" : 9 
El estudio también fue criticado por la Sociedad Europea de Patología Toxicológica, que se mostró escandalizada por la forma en que se trató a las ratas del estudio y cuestionó que éste fuera legal según la legislación europea.
Un reanálisis de 2015 de múltiples estudios con animales descubrió que Seralini optó por renunciar a las pruebas estadísticas en las principales conclusiones del estudio. Utilizando los datos numéricos publicados por Seralini, la revisión no encontró efectos significativos en la salud animal tras el análisis con pruebas estadísticas. El hallazgo de que "en las hembras, todos los grupos tratados murieron 2-3 veces más que los controles" no fue estadísticamente significativo. La mayor mortalidad se observó en el grupo de ratas hembra alimentadas con un 22% de maíz modificado genéticamente. Esta diferencia no fue estadísticamente significativa. Seralini también afirmó originalmente que los machos de los grupos alimentados con un 22% y un 33% de maíz modificado genéticamente tenían una mortalidad tres veces menor que los controles, pero esto tampoco fue estadísticamente significativo. Los hallazgos de necrosis hepática y tumores mamarios tampoco fueron significativos.
Un estudio de 2017 descubrió que, desde que fue retractado, Seralini et al. (2012) habían sido citados 60 veces después de su retractación, y que más de estas citas eran negativas (39%) que positivas (26%)

### Respuestas a las críticas
Séralini y sus colaboradores defendieron el diseño del estudio, la interpretación de los resultados y la forma y el contenido de la publicación. El estudio recibió el apoyo de la Red Europea de Científicos por la Responsabilidad Social y Medioambiental (ENSSER), de la que forma parte el CRIIGEN. Un estudio posterior publicado en 2013 por ENSSER concluyó que la EFSA (Autoridad Europea de Seguridad Alimentaria) aplicaba un doble rasero en la evaluación de los estudios sobre alimentación, criticando los criterios aplicados por la EFSA.
Séralini respondió a las críticas a su metodología (y en concreto a la falta de diferencias entre los grupos de roedores a dosis más altas) con un artículo publicado en julio de 2015 en PLOS ONE en el que afirmaba que todas las dietas de roedores de laboratorio están contaminadas con niveles "peligrosos" de OMG. Esto ha sido fuertemente criticado por numerosos expertos, por ejemplo, Tamara Galloway dijo que el estudio "especula más allá de las pruebas presentadas en este artículo"
Otros partidarios de Séralini criticaron la retractación del estudio, concluyendo que la respuesta era producto de una campaña impulsada por la industria, y consideran que se trata de un preocupante ejemplo de interferencia de la industria en el proceso científico.

### Autoridades
En el momento de la publicación inicial, el primer ministro francés, Jean-Marc Ayrault, dijo que, si se confirmaban los resultados, el gobierno presionaría para que se prohibiese el maíz en toda Europa y la Comisión Europea instruyó a la EFSA en Parma, Italia, para que evaluase el estudio. A fines de septiembre de 2012, Rusia suspendió temporalmente la importación de maíz transgénico como resultado del estudio y en noviembre de 2012, Kenia prohibió todos los cultivos transgénicos. En 2022, Kenia revocó la prohibición en su totalidad.

### Medios de comunicación
La rueda de prensa dio lugar a una amplia cobertura mediática negativa de los alimentos transgénicos, especialmente en Europa. Le Nouvel Observateur cubrió la rueda de prensa en un reportaje titulado "¡Sí, los OMG son venenos!".
Jon Entine en Forbes declaró: "La investigación de Seralini es anómala. Estudios previos de alimentación de ratas con los mismos productos (NK603 y Roundup), revisados por expertos, no han encontrado ningún impacto negativo en la seguridad alimentaria. El Departamento Japonés de Salud Ambiental y Toxicología publicó un estudio de alimentación de 52 semanas de soja transgénica en 2007, encontrando "ningún efecto adverso aparente en ratas." En 2012, un equipo de científicos de la Escuela de Biociencias de la Universidad de Nottingham publicó una revisión de 12 estudios a largo plazo (hasta dos años) y 12 estudios multigeneracionales (hasta 5 generaciones) de alimentos transgénicos, concluyendo que no hay pruebas de peligros para la salud." Andrew Revkin escribió en un blog que el estudio era otro caso del "síndrome del estudio único", y que el estudio apoyaba una "agenda".
Henry I. Miller, en un artículo de opinión para Forbes, afirmó que "[Séralini] ha cruzado la línea que separa la mera realización y comunicación de experimentos defectuosos de la comisión de una falta grave de ética científica e intento de fraude". Séralini respondió diciendo "...que no pondría ningún dato a disposición de la EFSA y la BfR hasta que la EFSA hiciese públicos todos los datos que sustentaban su aprobación en 2003 del maíz NK603 para consumo humano y alimentación animal".
El blog medioambiental de The Guardian afirmó que el estudio que relaciona el maíz transgénico con el cáncer "debe ser tomado en serio por los reguladores" y que, aunque "atrajo un torrente de abusos", "no puede ser barrido bajo la alfombra". También señalaron la financiación de la investigación por parte del CRIIGEN e informaron de la respuesta de Séralini: a saber, que los estudios en apoyo de los alimentos transgénicos suelen estar financiados por "empresas o por instituciones pro-biotecnología". Los partidarios del referéndum sobre el etiquetado de transgénicos de California, la Proposición 37, elogiaron el estudio.
En Le Monde se publicó una declaración sobre la polémica, y en especial sobre los ataques a Seralini, firmada por 140 científicos franceses; la carta decía lo siguiente:

"...el protocolo seguido en este estudio presenta problemas que son objeto de debate en la comunidad científica. ...

Estamos profundamente conmocionados por la imagen que esta polémica da a los ciudadanos de nuestra comunidad. La disciplina de los riesgos para la salud humana y el medio ambiente es una actividad difícil que se realiza ante muchas incertidumbres. Muchas de las amenazas que pesan sobre nuestro planeta han sido reveladas por científicos a título individual y luego confirmadas por numerosos estudios de la comunidad científica. En este caso, sería más eficaz poner en marcha investigaciones sobre los riesgos para la salud y el medio ambiente de los OMG y los pesticidas, mejorar los protocolos toxicológicos utilizados antes de su comercialización y financiar a diversos investigadores en este campo que crear enfrentamientos entre dos bandos alimentados por prejuicios e ideologías. Creemos que nuestra comunidad debería recordar los errores del pasado..."

### Demanda judicial
En 2012, Séralini demandó por difamación al director de Marianne y al periodista Jean-Claude Jaillet, que le acusaron de fraude. El Tribunal Superior de París falló a favor de Séralini en 2015. El tribunal dijo que la acusación de fraude había sido formulada por primera vez por Henry I. Miller en Forbes. El periodista fue multado con un total de 3.500 euros, mientras que el editor fue multado con el doble de esa cantidad debido a condenas anteriores.

## Retractación
En noviembre de 2013, Elsevier anunció que la FCT se retractaba del artículo, después de que los autores se negaran a retirarlo. Los editores de la revista concluyeron que, si bien no había "pruebas de fraude o tergiversación intencionada de los datos", los resultados no eran concluyentes y "[no] alcanzaban el umbral de publicación para Food and Chemical Toxicology". Tras un examen en profundidad de los datos brutos del estudio, no se pudo llegar a conclusiones definitivas sobre el papel del NK603 o del glifosato en la mortalidad general o en las tasas de tumores, dada la elevada incidencia de tumores en las ratas Sprague-Dawley y el pequeño tamaño de la muestra. No se pudo excluir la varianza normal como causa de los resultados. Tras numerosas consultas sobre la retractación, el redactor jefe de FCT declaró lo siguiente

La declaración de retractación podría haber sido más clara, y debería haber hecho referencia a las directrices pertinentes del Comité de Ética de Publicaciones. Los datos no son concluyentes, por lo que la afirmación (es decir, la conclusión) de que el maíz Roundup Ready NK603 y/o el herbicida Roundup tienen una relación con el cáncer no es fiable. El Dr. Séralini merece el beneficio de la duda de que se haya llegado a esta conclusión poco fiable por un error honesto. La revisión de los datos dejó claro que no hubo mala conducta. Sin embargo, para ser muy claros, es todo el artículo, con la afirmación de que existe un vínculo definitivo entre los OMG y el cáncer lo que se está retractando. El Dr. Séralini ha sido muy claro al afirmar que cree que sus conclusiones son correctas. En nuestro análisis, sus conclusiones no pueden afirmarse a partir de los datos presentados en este artículo.

El redactor jefe de Food and Chemical Toxicology responde a las preguntas sobre la retractación

Séralini y sus partidarios se opusieron enérgicamente a la retractación, y el propio Séralini amenazó con demandar a FCT. Un especialista en bioética de los NIH examinó el caso y escribió en el Journal of Agricultural and Environmental Ethics que los artículos no deben retractarse por no ser concluyentes, pero que la retractación debida a defectos en el diseño del estudio o a violaciones éticas puede ser apropiada, y que la reedición de los artículos retractados sólo debe producirse tras una revisión adicional por pares.
El 1 de agosto de 2017, en el marco de una demanda contra Monsanto, se hicieron públicos documentos que demostraban, entre otras cosas, que el redactor jefe, Wallace Hayes, había tenido en su día una relación contractual con Monsanto. Hayes declaró en una entrevista que no tenía ningún contrato con Monsanto cuando retractó el artículo de Seralini, y que su decisión de retractarlo no se vio influida en absoluto por Monsanto.

## Republicación
En junio de 2014, el estudio original se volvió a publicar con la adición de todo el conjunto de datos, en la revista Environmental Sciences Europe. El conjunto completo de datos se publicó a petición de los organismos reguladores nacionales CFIA, EFSA, FSANZ, ANSES y BfR.
El editor dijo que el artículo se volvió a publicar sin más revisión científica por pares, "porque ésta ya había sido realizada por Food and Chemical Toxicology, y había concluido que no había habido fraude ni tergiversación". La republicación reanudó la polémica, pero ahora con una controversia adicional sobre el comportamiento de los editores de ambas revistas.
En julio de 2015, la Agencia Internacional para la Investigación sobre el Cáncer publicó una monografía sobre el glifosato, que contenía una evaluación del documento de Séralini tal y como se volvió a publicar en junio de 2014 y la conclusión de que el estudio "no era adecuado para la evaluación porque el número de animales por grupo era pequeño, la descripción histopatológica de los tumores era deficiente y no se proporcionaron las incidencias de los tumores para los animales individuales".